# Aphrodisium faldermannii
Aphrodisium faldermannii es una especie de escarabajo longicornio del género Aphrodisium, tribu Callichromatini. Fue descrita científicamente por Saunders en 1853.
Se distribuye por China, Mongolia y Rusia. Mide 18-42 milímetros de longitud. El período de vuelo ocurre en los meses de junio y julio.